# Corysanthes
Corysanthes là một chi thực vật có hoa trong họ, Orchidaceae.